# 4765 Wasserburg
Wasserburg (asteróide 4765) é um asteróide da cintura principal, a 1,8287541 UA. Possui uma excentricidade de 0,0600296 e um período orbital de 991,17 dias (2,72 anos).
Wasserburg tem uma velocidade orbital média de 21,35365284 km/s e uma inclinação de 23,71149º.
Este asteróide foi descoberto em 5 de Maio de 1986 por Carolyn Shoemaker.